# Locomotiva Planet

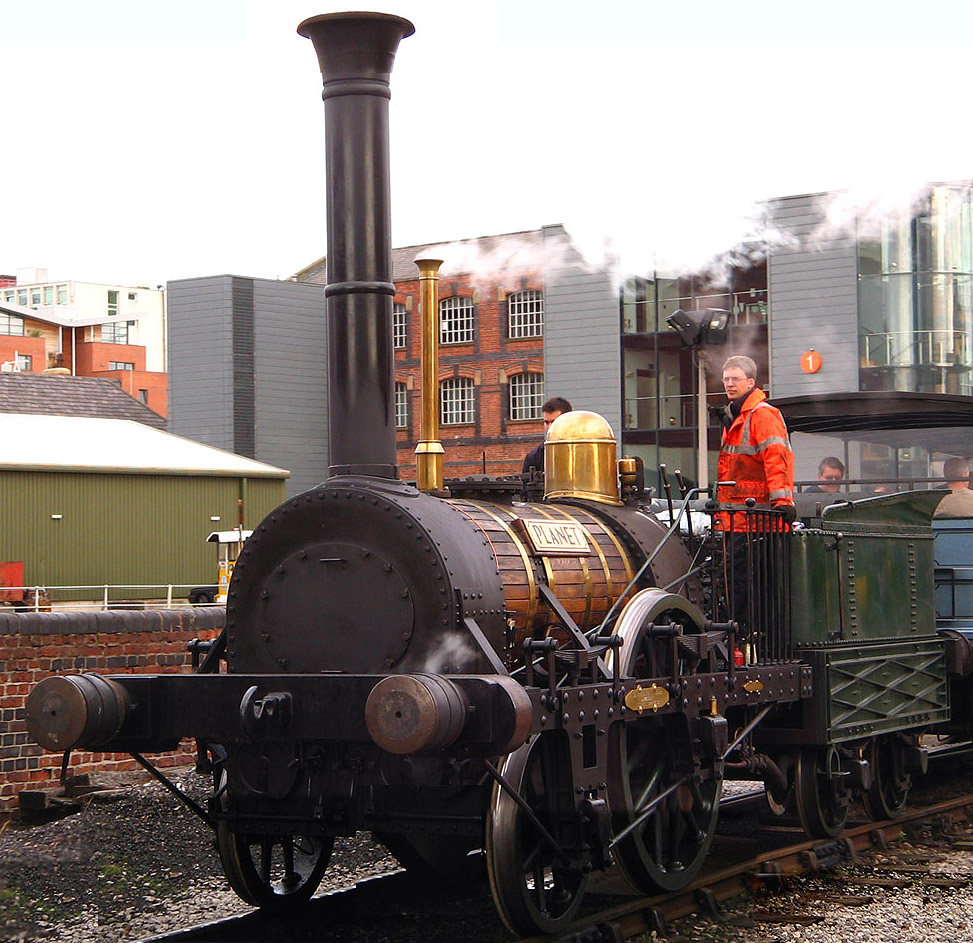
Replica della Planet al Manchester Science Museum

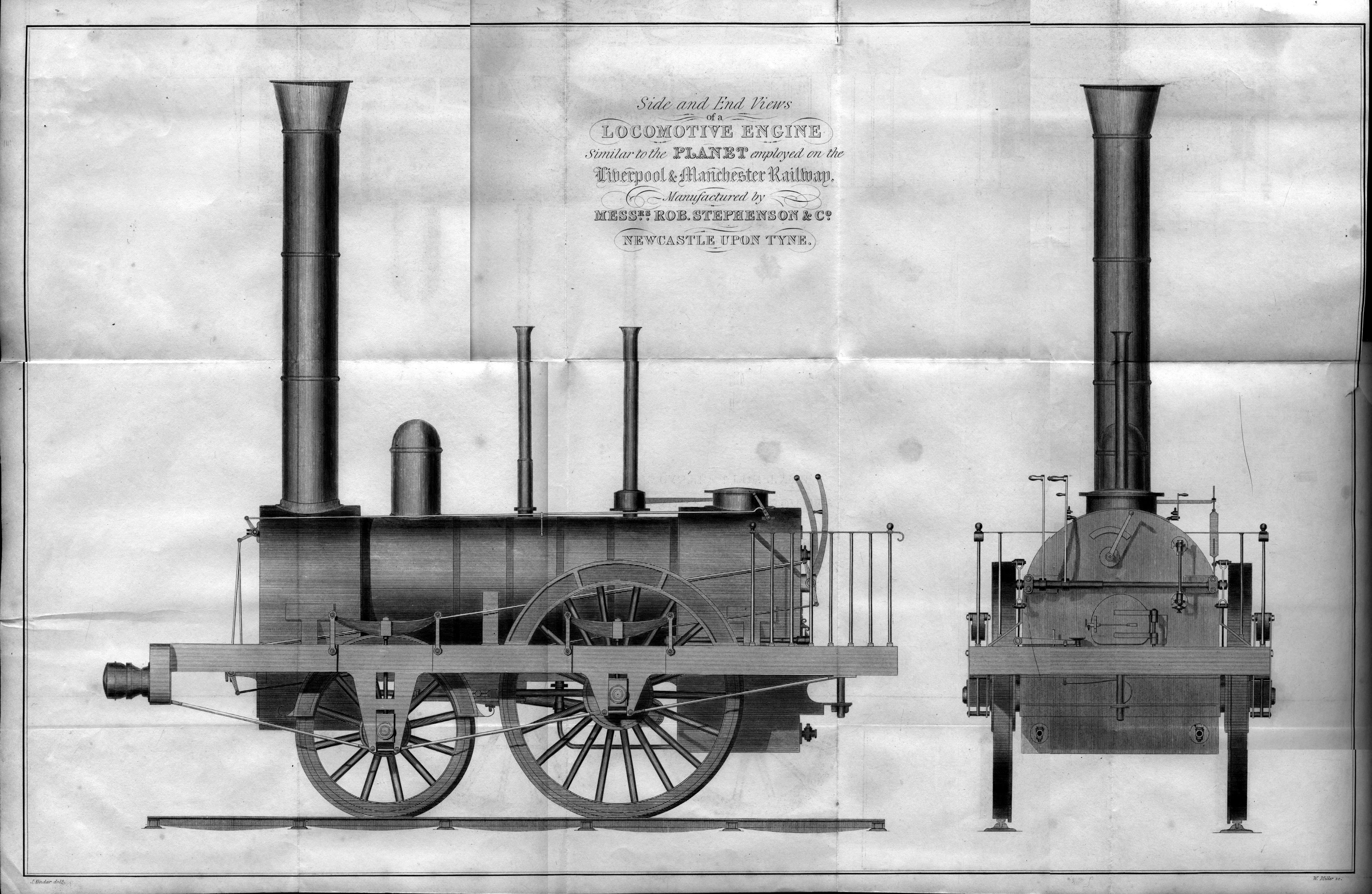
Disegno di locomotiva tipo Planet

La locomotiva Planet era una locomotiva a vapore costruita nel 1830 dalla Robert Stephenson and Company per la Ferrovia Liverpool-Manchester.
Fu la prima a montare i cilindri interni e in seguito a ciò il termine Planet divenne identificativo del tipo di macchina di rodiggio 1-1-0 a cilindri interni.  Un modello ricostruito è esposto nel Museo della Scienza e dell'Industria di Manchester.
Le locomotive Planet apparvero appena qualche anno dopo la locomotiva Rocket e rappresentarono un'evoluzione del modello precedente. Un'innovazione importante era il duomo di raccolta e prelievo del vapore.